# Ku Bon-chan
Ku Bon-chan (hangŭl: 구본찬) (31 gennaio 1993) è un arciere sudcoreano.

## Biografia
Nel 2015 prende parte ai Campionati mondiali di tiro con l'arco a Copenaghen, dove ottiene l'oro nella gara a squadre e nella gara a squadre miste.

## Palmarès
- Giochi olimpici

Rio de Janeiro 2016: oro nell'individuale e nella gara a squadre.
- Campionati mondiali di tiro con l'arco

Copenaghen 2015: oro nella gara a squadre e nella gara a squadre miste